# Matteo Goffriller

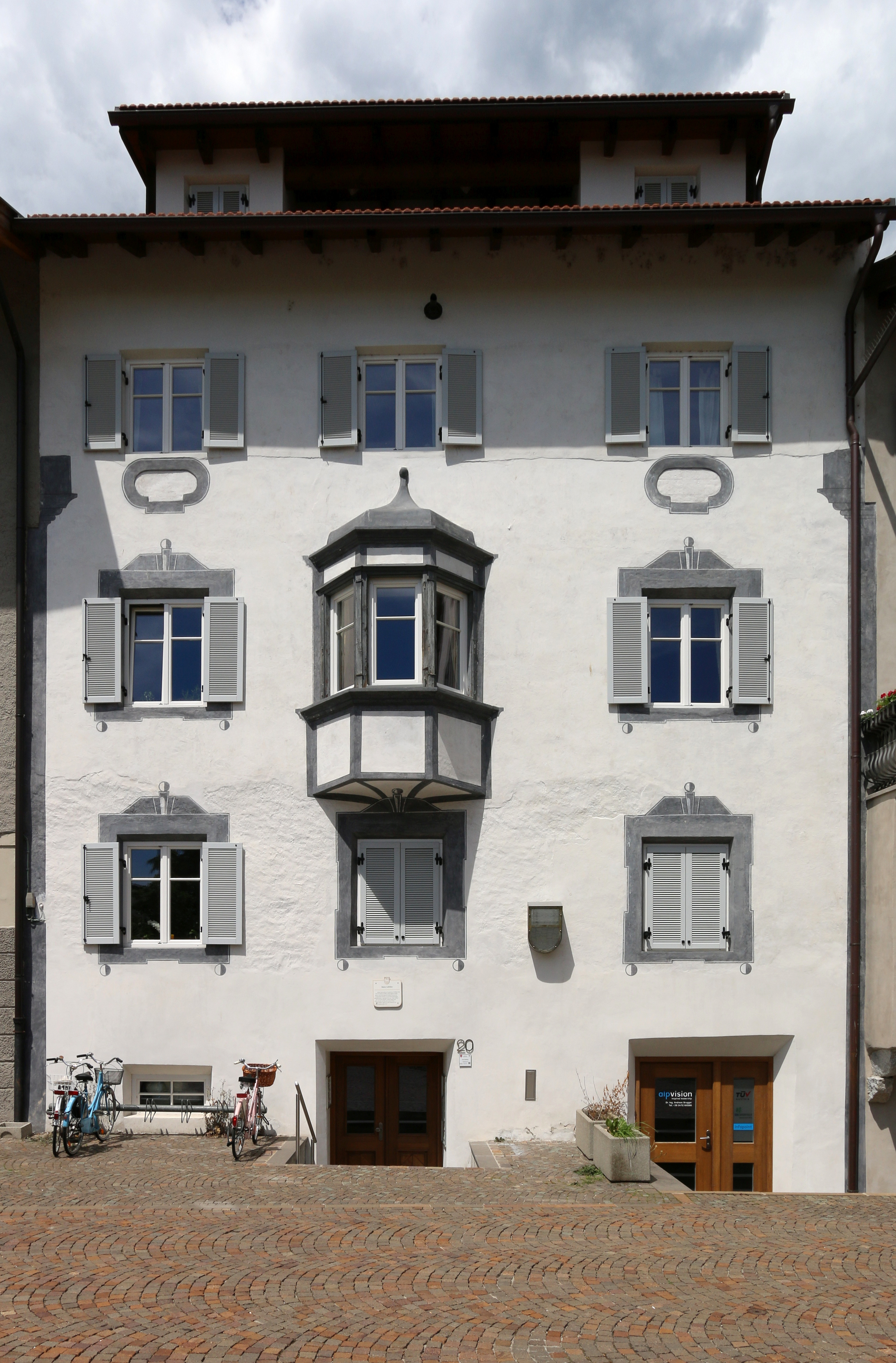
Das Geburtshaus von Goffriller in Brixen

Matteo Goffriller (auch Gofriller oder Goffriler; * 1659 in Brixen; † 1742 in Venedig) war ein venezianischer Geigenbauer, der nach langer Vergessenheit zunächst durch die herausragende Qualität seiner Celli berühmt wurde.

## Leben
Wie man erst seit relativ kurzer Zeit weiß, wurde Goffriller bei Brixen (heute Südtirol, Italien), geboren. Über seine jungen Jahre bis 1685 ist nichts bekannt. Es ist möglich, dass er sein Handwerk zunächst bei Matthias Alban in Bozen erlernte und später bei dem in Venedig ansässigen, aus Füssen stammenden Meister Martin Kaiser. Allerdings zeigen seine Arbeiten nur in den frühesten Stadien deutsche Einflüsse und später eine so tiefe Vertrautheit mit dem italienischen Geigenbau, dass viele Analysten annehmen, Goffriller habe in den Werkstätten von Carlo Bergonzi oder Antonio Stradivari gearbeitet, bevor er sich selbständig machte.
Spätestens von 1685 an blieb er bis zu seinem Tod 1742 in Venedig. 1686 heiratete er eine Tochter Kaisers und wurde damit venezianischer Bürger. Das Ehepaar bekam zwölf Kinder.
1690 übernahm Goffriller Kaisers Werkstatt. Er führte den Betrieb seines Schwiegervaters offenbar mit Erfolg weiter. Ab 1720 werden die Zeugnisse über seine Arbeit und sein Leben spärlich.
Es wird angenommen, dass Domenico Montagnana sein Schüler war. Francesco Goffriller, dessen Instrumente sehr selten sind, wurde lange Zeit für Matteos Bruder gehalten, könnte aber sein Sohn und ebenfalls sein Schüler gewesen sein.

## Rezeption

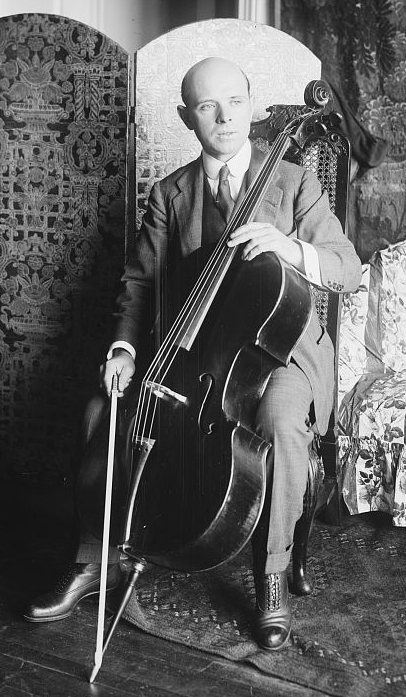
Pau Casals mit einem Violoncello Goffrillers

Im Laufe der Geschichte wurden Goffrillers Instrumente oftmals irrtümlich anderen italienischen Geigenbauern zugeschrieben, insbesondere der Familie Guarneri, Carlo Bergonzi und Antonio Stradivari.
Spätestens seit Pau Casals den Großteil seines Künstlerlebens (von 1913 bis zu seinem Tod 1973) ein Cello von Goffriller als sein Haupt-Konzertinstrument spielte, wurde Goffriller in der breiteren Öffentlichkeit des 20. Jahrhunderts wieder als einer der Größten seiner Zunft wahrgenommen – eine Einschätzung, die sich heute auch auf seine Violinen ausdehnt. Heute wird er mit Domenico Montagnana als führender Vertreter der venezianischen Geigenbauschule gesehen. 

## Benutzer seiner Instrumente
Unter den Musikern der Vergangenheit, die Goffriller-Instrumente spielten, befanden sich die Geiger Édouard Lalo, Camillo Sivori und Niccolò Paganini, der Bratschist Walter Trampler und (neben Pau Casals) die Cellisten Emanuel Feuermann, János Starker, Pierre Fournier, Leonard Rose, Johannes Goritzki und Anner Bylsma.
Zu den Musikern der Gegenwart, die Goffriller-Instrumente spielen oder gespielt haben, zählen die Geiger Martin Mumelter und Jennifer Pike sowie die Cellisten Yo-Yo Ma, Gautier Capuçon, Daniel Müller-Schott, Valentin Erben, Antonio Meneses, Sol Gabetta, Sheku Kanneh-Mason und Alban Gerhardt.
Jacqueline du Pré spielte von 1969 bis 1970 ein Cello von Francesco Goffriller, dem Sohn von Matteo, ebenso heute Ophélie Gaillard.